# Harry Lane

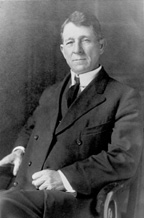
Harry Lane

Harry Lane (* 28. August 1855 in Corvallis, Oregon; † 23. Mai 1917 in San Francisco, Kalifornien) war ein US-amerikanischer Politiker.
Lane studierte Medizin an der Willamette University in Salem. Danach wurde er Doktorand am College of Physicians and Surgeons of New York City in New York City. Lane wurde nun als Arzt in San Francisco tätig. Später kehrte er nach Oregon zurück und ließ sich in Portland nieder, wo er wieder zu praktizieren begann. 1887 bis 1891 war er Leiter des Oregon State Insane Asylum und von 1905 bis 1909 bekleidete Lane als Nachfolger von George H. Williams das Amt des Bürgermeisters von Portland.
Er wurde 1912 als Demokrat in den Senat der Vereinigten Staaten gewählt und vertrat dort den Bundesstaat Oregon vom 4. März 1913 bis zu seinem Tod 1917. Lane wurde auf dem Lone Fir Cemetery in Portland beigesetzt.
Harry Lane war der Enkel von Joseph Lane.